# Lampides georgi
Lampides georgi är en fjärilsart som beskrevs av Hans Fruhstorfer 1921. Lampides georgi ingår i släktet Lampides och familjen juvelvingar. Inga underarter finns listade i Catalogue of Life.